# 6068 Brandenburg
6068 Brandenburg è un asteroide della fascia principale. Scoperto nel 1990, presenta un'orbita caratterizzata da un semiasse maggiore pari a 3,0372253 UA e da un'eccentricità di 0,0815501, inclinata di 9,04121° rispetto all'eclittica.